# Çò des de Laurenç
Çò des de Laurenç és una casa del poble de Garòs, en el municipi de Naut Aran (Vall d'Aran) inclosa en l'Inventari del Patrimoni Arquitectònic de Catalunya. És una casa de secció rectangular considerable,constituïda per una planta baixa, un primer pis i "l'humarau" amb "lucanes" i "boques de lop" en el nivell superior del "losat".

## Descripció
La façana paral·lela a la "capièra" és orientada a llevant amb les obertures disposades de manera simètrica (5-5), entre l'arrebossat emblanquinat dels paraments. Aquesta és decorada, en sentit longitudinal, per un sòcol que imita els carreus, una motllura que separa la primera planta de la segona i, al capdamunt, el ràfec de la coberta graonat. Altrament les finestres són ornades a partir de motius diversos: les dues primeres de l'esquerre amb una franja de mosaic, i les quatre de la dreta amb una línia de petits còdols blancs disposats en ziga-zaga que incorpora una petita pedra a l'espai triangular. El xamfrà exterior és escapçat, a fi fe facilitar el transit. La porta d'accés, elevada,és resolta amb elements de fàbrica en el marc i les dues dividides en tres plafons, amb la motllura de tancament coronada per una mena de capitell ornat amb esquemàtiques fulles d'acant gravades.